# Carlos Guastavino
Carlos Guastavino (Santa Fe, 5 d'abril de 1912 – 29 d'octubre de 2000) fou un compositor argentí, amb un llenguatge molt influenciat pel folklore local.
Va començar els seus estudis musicals a la seva província natal, i posteriorment al conservatori nacional del seu país. Finalment, i becat, va estudiar a la Royal Academy of Music de Londres.
Al llarg de la seva vida va rebre diversos premis, destacant-se els que el van donar la ciutat de Buenos Aires i la província de Santa Fe.